# Сигаретная карточка
Сигаретная карточка — коллекционная карточка, которую некоторые производители сигарет вкладывали в свои сигаретные пачки с целью увеличения интереса к своей продукции. Данная практика началась в середине 1870-х годов и была прекращена в 1940-х.

## История
В середине 1870-х годов американская компания Allen & Ginter впервые попробовала новый способ увеличить интерес покупателя к своей продукции (сигаретам): они начали вкладывать в пачки картонные карточки с изображением известных современных актрис, бейсболистов, хоккеистов, индейских вождей, боксёров, национальных флагов, диких животных и пр. Оценив новый маркетинговый ход, следующими стали компании Goodwin & Company, Churchman's, а затем так же стали поступать многие другие производители сигарет в США, Великобритании (John Player & Sons, W.D. & H.O. Wills), Индии (Godfrey Phillips India), Канаде (Imperial Tobacco Canada) и других странах.
В 1893 году John Player & Sons улучшила стратегию: их карточки стали группироваться по темам. Первый выпуск был озаглавлен «За́мки и аббатства». Другие производители переняли и эту тактику: стали выпускаться наборы «Корабли и моряки», «Игроки в крикет» и другие. С 1906 года сигаретные карточки массово стали печататься в цвете (раньше это было редким исключением) — первым стал набор «Футболисты». В среднем набор состоял из 25-50 карточек, но известны случаи, когда их количество достигало 100 и более. Наибольшей популярностью пользовались красивые женщины (актрисы, модели), спортсмены (в США преимущественно бейсболисты, в других странах — футболисты и игроки в крикет), природа, герои-военные, форменная одежда, геральдика и виды городов. К первому сезону НХЛ Imperial Tobacco Canada выпустила набор из 36 карточек с изображением наиболее известных хоккеистов этих игр; эта традиция продолжалась вплоть до сезона 1924/1925.
В 1940-х годах крупные производители отказались от идеи вкладывать карточки в сигаретные пачки, так как во время войны и после неё ощущался дефицит бумаги и картона; а мелкие иногда продолжали следовать этой традиции до 1976 года.
В 2000—2001 годах карточки вкладывались в сигаретные пачки Doral американской компании R. J. Reynolds Tobacco Company: были выпущены наборы «Празднование Америки» (50 штук по количеству штатов), «Фестивали», «Автомобили», «Национальные парки» и «События XX века». Впрочем, это продолжалось лишь год-полтора, так что традиция возрождена не была.

## Коллекционирование
Сигаретные карточки являются предметом коллекционирования. В связи с тем, что они уже давно не выпускаются, а по своей сути являются эфемерами, собирать их непросто и довольно затратно.
Существует ряд каталогов, в которых перечислены сохранившиеся на настоящий момент сигаретные карточки.
Самой дорогой в мире сигаретной карточкой является «T206 Хонус Вагнер» с изображением бейсболиста Хонуса Вагнера. Он был ярым противником курения и пригрозил судебным преследованием, если карточка с его изображением появится в сигаретных пачках. В итоге табачные корпорации отказались от этого решения, однако небольшое их количество (от 50 до 200) всё-таки было напечатано и продано в сигаретах в 1909—1911 годах. Эта карточка неоднократно ставила рекорды на аукционах, например, в августе 2021 года она была продана за 6 600 000 долларов.
Согласно Книге рекордов Гиннесса, крупнейшая коллекция сигаретных карточек, более двух миллионов штук, принадлежала Эдварду Уортону-Тигару (1913—1995), британскому шпиону и диверсанту, главе горнодобывающей компании Selection Trust. Согласно завещанию, после его смерти коллекция была передана в дар Британскому музею.

## Галерея

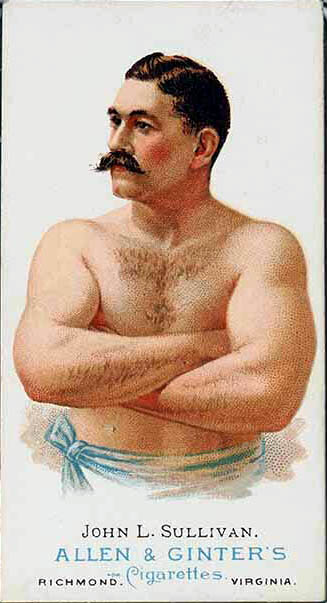
Боксёр Джон Салливан, ок. 1875—1890.
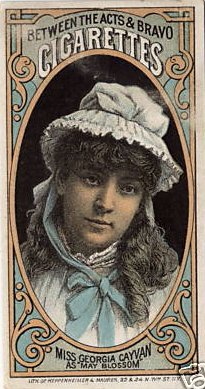
Актриса Джорджия Кайван[англ.], ок. 1882.
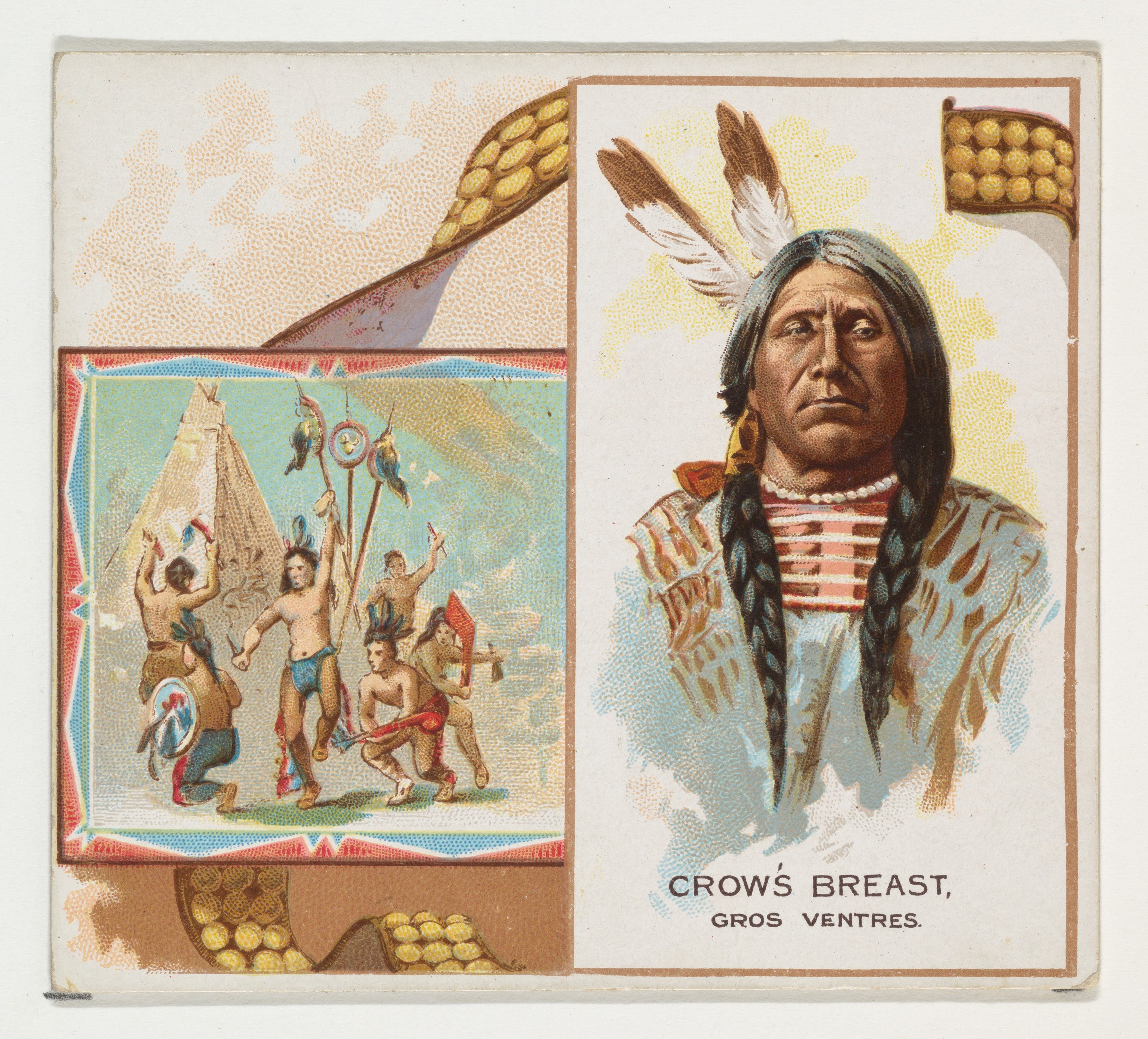
Воронья Грудь, вождь племени гровантры, 1888.
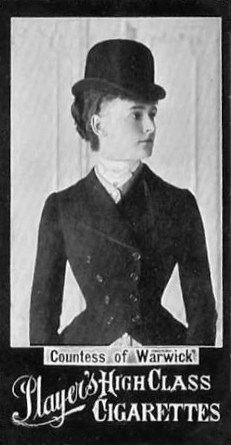
Графиня Дейзи Гревилл[англ.], 1890.
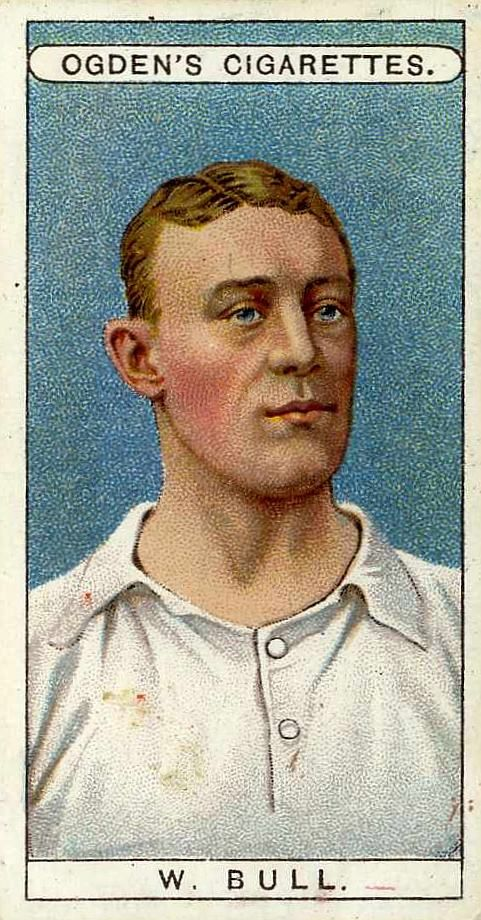
Футболист Уолтер Булл, 1900-е.
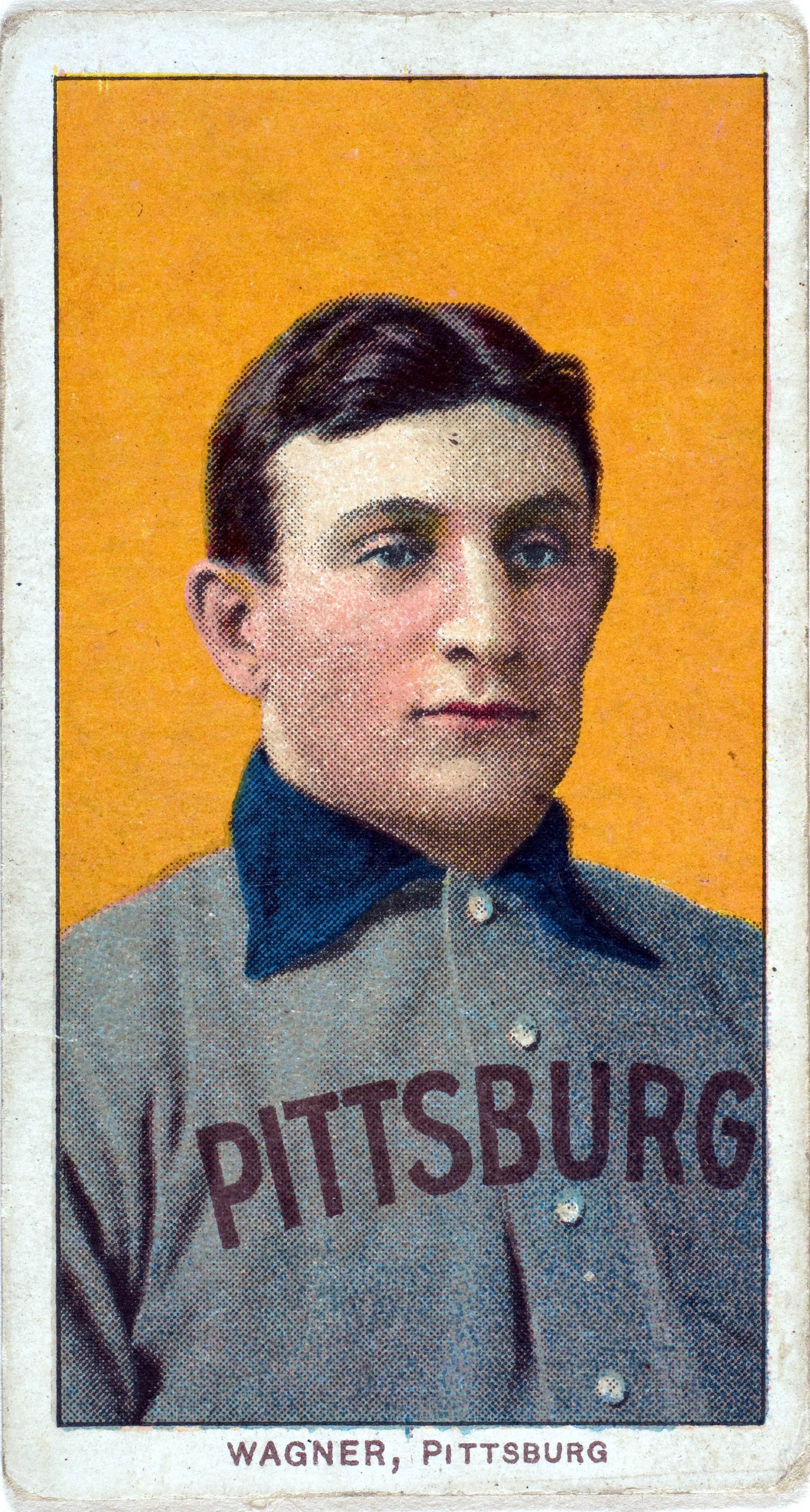
«T206 Хонус Вагнер[англ.]», ок. 1909—1911.
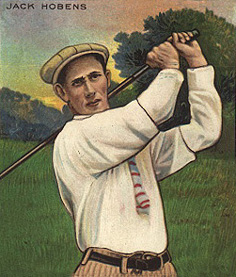
Гольфист Джек Хобенс[англ.], 1910.
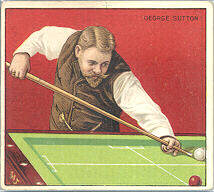
Бильярдист Джордж Батлер Саттон[16], 1911.
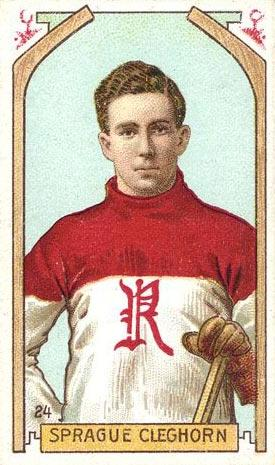
Хоккеист Спрэг Клегхорн[англ.], 1911 или 1912.
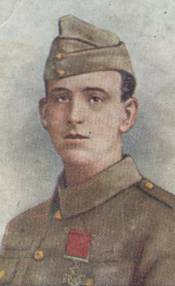
Александр Бёртон, кавалер Креста Виктории, ок. 1915.
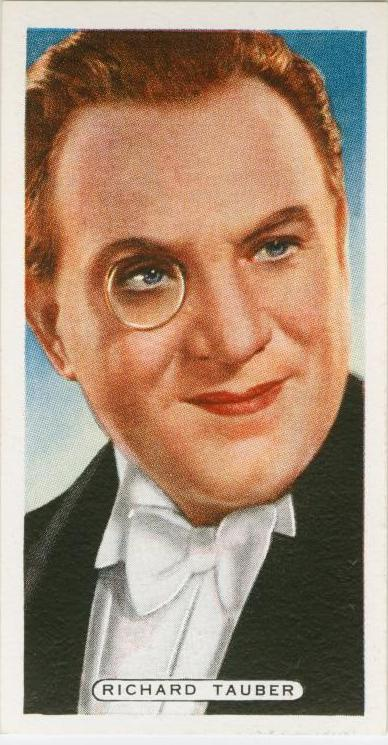
Оперный певец Рихард Таубер, 1932.
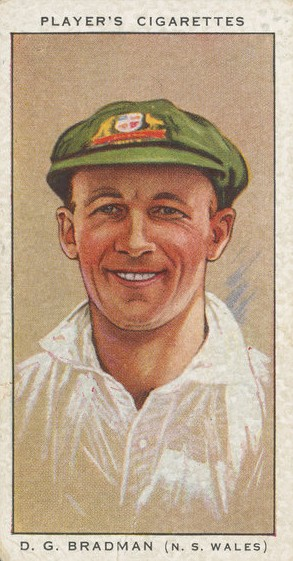
Игрок в крикет Дональд Брэдмен, 1934.
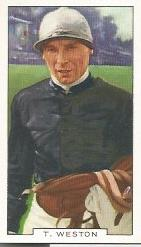
Жокей Томми Уэстон[англ.], 1936.
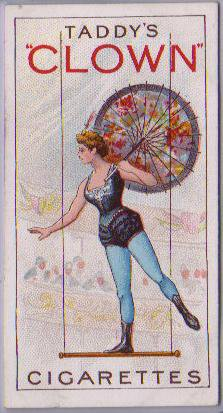
Серия «Клоуны и цирковые артисты», ок. 1920.
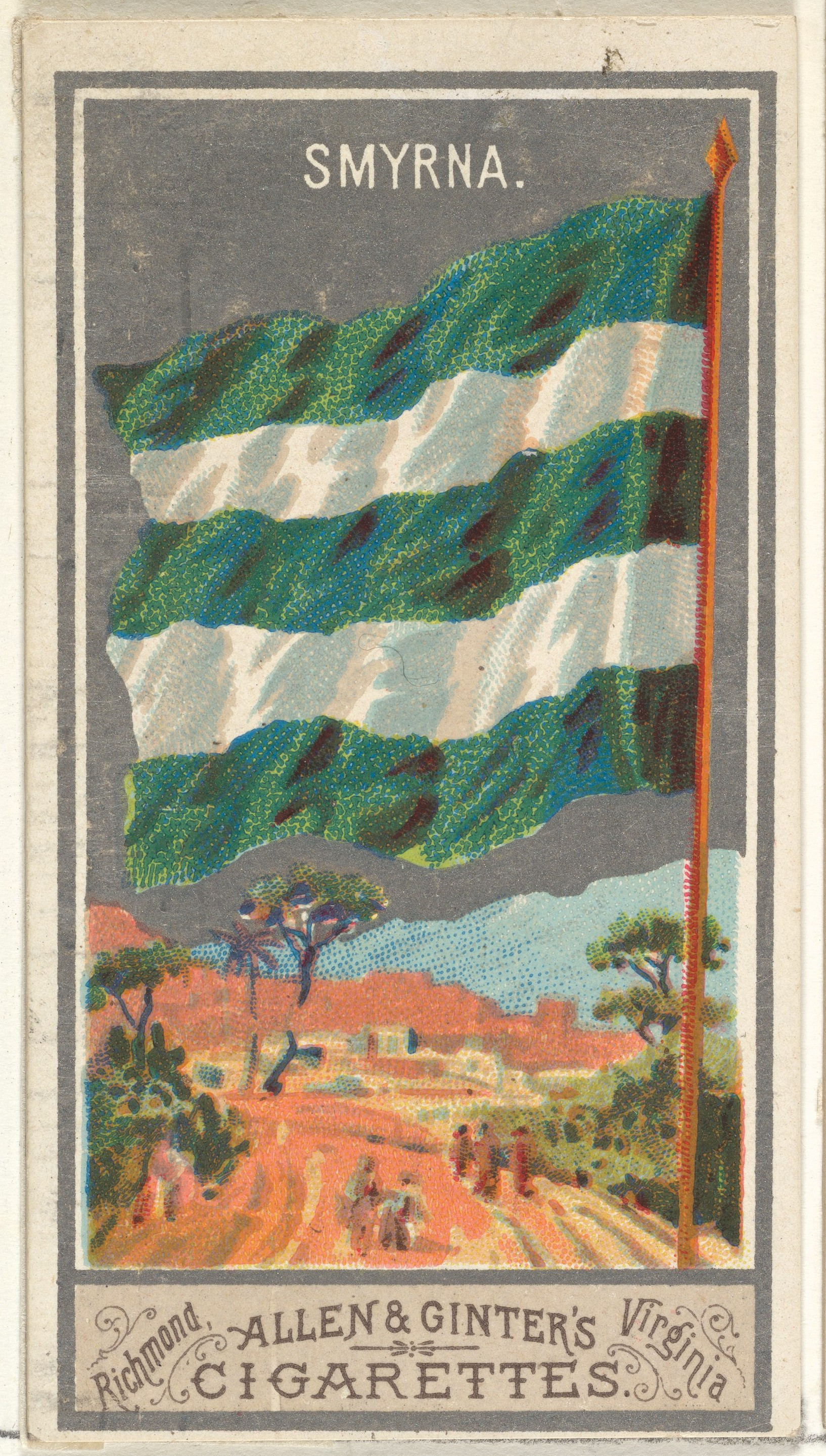
Смирна, 1887.
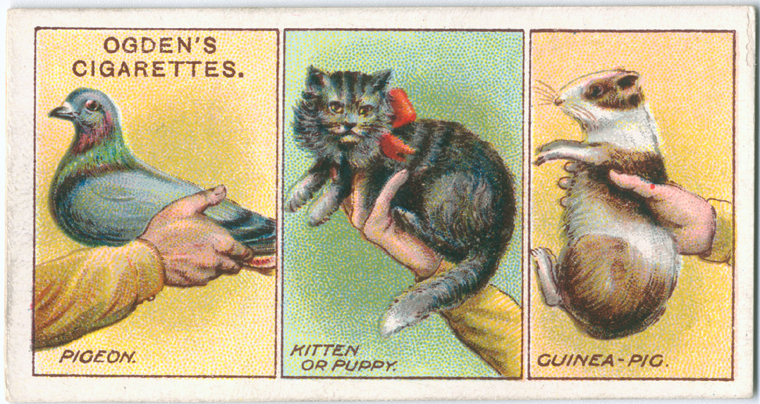
«Как правильно держать животных», ок. 1903—1917.
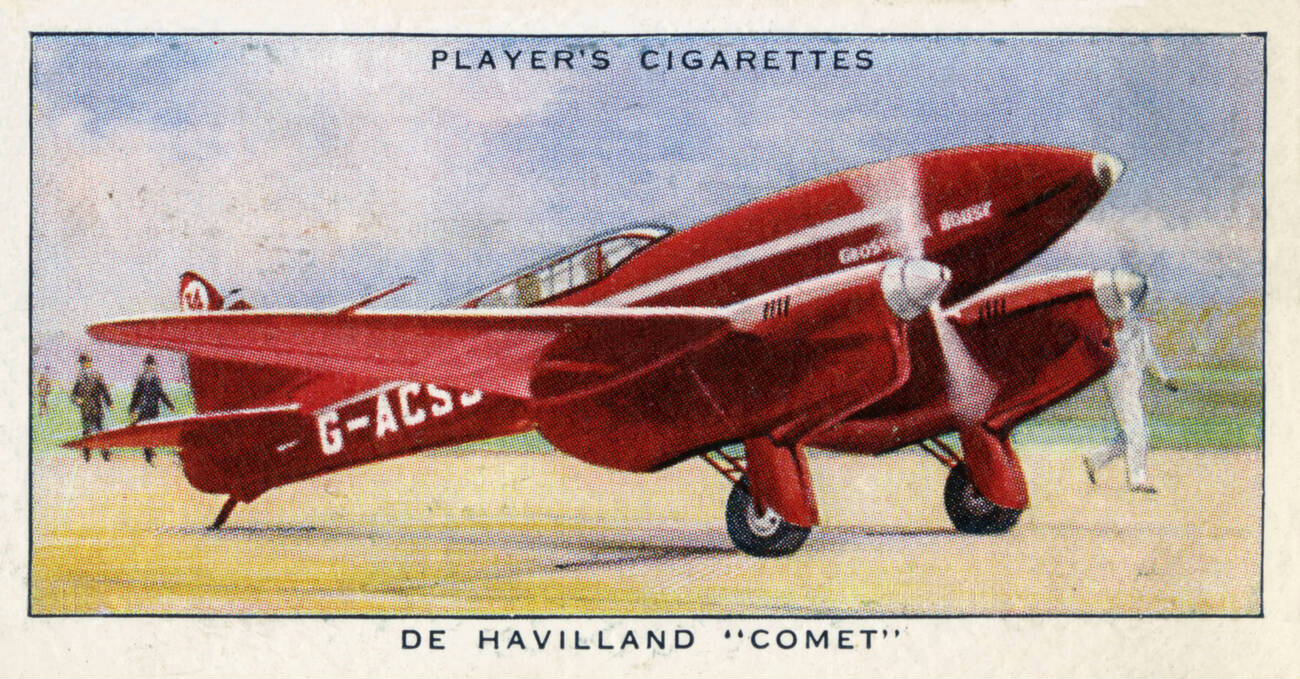
de Havilland DH.88 Comet, 1935.